# Lamento -BEYOND THE VOID-
『Lamento -BEYOND THE VOID-』（ラメント ビヨンド ザ ヴォイド）は2006年10月27日（CD-ROM版は11月10日）にNitro+CHiRALより発売されたBL系18禁アドベンチャーゲーム。
Lamentoとは、ラテン語で「悲歌」の意味。

## ストーリー
『虚ろ』と呼ばれる原因不明の現象に蝕まれつつあった火楼の村は、重度の食糧難に陥っていた。森から拒絶された猫たちは行き場を失い、飢えをしのぐために死体はおろか生きた同族さえ生贄として喰らうという手段をとっていた。
明日は我が身と怯える日々が続くなか、村の体制を苦々しく思いながらで暮らすコノエの身に変化が現れる。禍々しい文様が浮かびあがった四肢、黒く染まった耳と尻尾。それらは、古くから不吉の象徴として言い伝えられていた呪いの証だった。
逼迫した村では生きていけない身となったコノエは、身体を元に戻す手段を求めて旅に出るのだった。

## 登場人物
コノエ （声優：波多野和俊）
主人公。「虚ろ」の被害が進む火楼の村で暮らしていたが、突然身体に現れた呪いの証から逃れる方法を探して旅に出る。口数は少ないが負けん気が強い。父親は生まれる前、母親は幼い頃に病で亡くなり、一人で暮らしていたため孤独には慣れている。村の猫が嫌いで交流を持たず生きてきたが、行商猫のトキノとは馬が合い友達になる。自分の尾が鉤尻尾であることを密かに気にしている。方向音痴で火が苦手。好物はクイム。毛繕いをすると心が落ち着く。自分の意思とは関係なく他の猫の心に同調、あるいは共感してしまう能力を持つ。身長は173cm。
ライ （声優：森川智之）
片目に眼帯をした銀髪の猫。透き通る青い目。コノエを力試しに襲うなど、好戦的。2本の剣を操る賞金稼ぎで相当の手練れ。態度は尊大で何かにつけコノエを「馬鹿猫」呼ばわりする。常に冷静で自分にも他人にも厳しいが意外にも面倒見がいい。刹羅出身。
アサト （声優：春野風）
吉良の戦士。褐色の肌に黒い耳と尾を持つ。濃紺の瞳。閉鎖された部族の中で疎まれながら育ったため無口で不器用。だが純粋な一面もあり、大切だと感じたものに対しては一途に慕おうとする。照れたりすると木屑の山ができるほど爪とぎをする。
バルド （声優：舞幸運）
藍閃にある宿屋の主人。いい加減な振る舞いが多くマイペースな猫。思わせぶりな言動でコノエたちをからかうなど大人の余裕を窺わせるが、時おり年長者らしく助言を与えることもある。宿屋の経理はかなり雑だが、料理の腕は評判がいい。ライとは顔見知りで、過去に何かあったのか嫌われている。刹羅出身。
ラゼル （声優：犬野忠輔）
「憤怒」を司る悪魔。炎を操る。司る感情とは裏腹に穏やかで何事にも動じない。鮮やかな赤い髪を持つ。
カルツ （声優：小次郎）
「悲哀」を司る悪魔。氷を操る。表情には常に憂いをたたえ、無口で孤独を好む。他の悪魔と違う空気をまとい、コノエを気遣うような言動も。時折アサトを見つめる。
ヴェルグ （声優：オイリーはな）
「快楽」を司る悪魔。雷を操る。気性が荒く短気でひねくれ者。リビカを見下す言動が多い。
フラウド （声優：笹沼晃）
「喜悦」を司る悪魔。風を操る。態度はいたって友好的だが、本心を読み取らせない不気味さもあわせ持つ。常にマスクで目元を覆っている。
歌うたい(シュイ) （声優：中原茂）
楽器を携え、歌をうたいながら各地を放浪する猫。幾度となくコノエの前に現れる謎めいた存在。
カガリ （声優：葉月ミカ）
褐色の肌に白い耳と尾を持つ吉良の猫で、村で唯一の雌。勝気な姉御肌でアサトのことを肉親のように見守る。
トキノ （声優：木島宇太）
藍閃から火楼にやってくる行商猫。屈託がなくおっとりした性格。コノエとは年齢が近いため仲が良い。母親はトキノを産んですぐになくなる。一見するとコノエよりも細い体つきだが、行商で鍛えられた腕や肩、指はごつごつと力強い。
フィリ （声優：桜塚瞬一）
度々コノエたちの前に姿を現す少年。道化師のようなおどけた態度や物言いで挑発してくる。リビカや悪魔とは異質の存在。
キル （声優：保村真）
コノエをつけ狙う双子の片割れ。闘牙として戦う。
ウル （声優：中村悠一）
コノエをつけ狙う双子の片割れ。賛牙。自分の身を傷つけ、その痛みの感覚を旋律として発するというおぞましい歌い方をする。
リークス （声優：片岡大二郎）
祇沙で古くから伝えられている闇の魔術師。その存在から風貌にいたるまで全てが謎に包まれている猫。
シン
火楼の村の猫。コノエと縄張りが隣り合っているせいか、たびたび因縁をつけてくる。冒頭で喧嘩を吹っ掛けるが、威勢のわりにコノエにあっさり倒され涙目で負けを認める。コノエには鬱陶しい存在。

## 世界観
物語は祇沙と呼ばれる島国を舞台に進む。島には街や集落が点在し、耳と尻尾を有する人型の生き物・リビカが数多く生活している。
祇沙（しさ）
物語の舞台となる島国。祇沙には太陽がなく、「陽の月」と「陰の月」と呼ばれるふたつの月が昼夜を交互にまわっている。「陽の月」は西から昇って昼に浮かび、「陰の月」は東から昇って夜に浮かぶ。
藍閃（らんせん）
祇沙で最も栄えている街。周辺の海に群生する巨大な珊瑚礁のせいで外交が限られているため、独自の発展を遂げた。春と冬に大きな祭りが開催される。祇沙最大の図書館を有していることでも有名。
火楼（かろう）
祇沙の西南端に位置する小さな集落。少数の民から形成される戦闘民族で、主に雄猫は幼い頃から戦闘技術を叩き込まれて育つ。火楼の光景は閑散としていて、住みかがぽつぽつ点在している程度。元々、身を潜めるように生活しているため、民の姿はあまり見えない。
幽刻の谷（ゆうこくのたに）
迷いの森の中にあり、地面から立ち昇る原因不明の瘴気で草木が枯れ、水は腐り、空気の淀んだ場所。滅多に生き物が寄りつかない。
吉良（きら）
幽刻の谷の奥にある村。人目を避けるよう暮らす部族で、猫たちの住みかは樹上に構えられている。村の外観は質素で飾り気は全くなく、殺伐とした空気をまとう。伝統を重んじ、純粋な血筋を守り抜くため厳しい掟によって律されている。褐色の肌に黒い耳と尾を持つ者が多く、体には痣があるが、それは水と蜜を練り合わせた墨で描いたもの。
刹羅（せつら）
大型種の血筋で好戦的な猫が多い。

## 用語
リビカ
猫耳と尻尾を持つ種族で体中を視認できない程の細やかな毛に覆われている。先祖は猫だったと言われている。腕と尾と耳の毛づくろいをする習性は残っていて、ざらついた舌がブラシ代わりになる。木の実や果物を好み肉も食べるが、数日は食べなくても体がもつ。心地よいと喉がなり、感情が耳と尾の動きに表れる。水は舐めて舌ですくって飲み、爪は鋭く武器になる。樹の幹に爪とぎの跡をつけてマーキングをし、そこにはリビカにだけ嗅ぎ分けられる匂いが擦りつけられる。マタタビに酔う、じゃらしやネズミに我を忘れて反応してしまうなど個体差はあるものの猫の習性が色濃く残っている。尾は急所。挨拶に肩を軽くぶつけ合ったり、親愛の証に鼻先を肩にぶつけたりする。「リビカ」の種族名は猫の姿をした女神リビカから来ている。
二つ杖
世界を作ったとされる伝説上の存在。二本の杖のような足で歩いていたからそのような名が付いた。「べた足」とも呼ばれる。二つ杖に関する資料は皆無に近く、リビカはその姿を想像するしかない。が、その正体は人間であると思われる。
女神リビカ
二つ杖の妻であり、「猫」の姿をしていたと言われる。「猫」の画像は二つ杖の文献で知ることができる。（リビカよりも小柄だが耳と尾がよく似ている）そのためリビカは互いを猫と呼ぶ。
悪魔
頭に角を生やし硬く艶やかな尾を持つ。祇沙では邪悪で異質な存在とされている。邪心信仰の儀式などで召喚することがある。感情を司り、彼らにとって感情の昂ぶりが強い魂は極上の食糧である。
冥戯(めいぎ)
邪神を信仰する魔道の一族。吉良との間に深い溝があり、敵対している。
虚ろ
祇沙を徐々に侵す不可解な現象。コノエが生まれた頃から始まったらしい。植物から動物、昆虫にいたるまで、虚ろに侵された物質に触れると痛みが走り、時には刃物で切られたように傷つく。森の見た目に変化はなく外観からは判断できないため、迷い込まないよう注意が必要。ひどい時は死ぬこともある。虚ろに侵された森では死体が土に還らない。食物にしていた動植物も口にできなくなるため、飢えに苦しむ集落は少なくない。
失躯（しっく）
祇沙で流行する奇病。ある日突然体の一部が消え、苦痛を伴う高熱が出る。雌猫は発症率と死亡率が高い。
闘牙と賛牙
闘牙とは戦闘能力のある猫全般を指し、賛牙は特殊な「歌」で闘牙を支援することを役割としている。闘牙と賛牙の組み合わせは「つがい」と呼ばれ、賛牙の支援を受けた闘牙は強大な力を得ることができる。賛牙は生まれつきの素質を持ち、かつ能力が開花したものだけがなれるものであり、闘牙を支援する際は実際に声を出して歌うもの、楽器を使用するもの、体から旋律を発するもの等、様々である。戦闘では賛牙をつぶせば勝率が格段に上がるため真っ先に狙われるが、それだけ賛牙の支援は脅威。
月日の数え方
時間や月日の数え方は「二つ杖」の文献を参考にしている。一日は「ひとつの日」、一週間を「七日月」、三十日で「一巡りの月」と呼ぶ。七日と三十日の単位の意味はリビカにとって謎だが、誰も気にしていないらしい。
みちしるべの葉
「 陽の月」の光を蓄えた葉を水に浸すと弱々しく発光する。夜の明かりに使う。真っ暗な雨の日に木の葉が光り、道に迷った猫を導いてくれるということからついた呼び名。
クイム
甘酸っぱい木の実で、リビカたちの間で好んで食される。
セキヤミ
赤い花でコノエはこの花の香りが好き。トキノは花冠にしてコノエに贈った。
発火枝
発火性のある鉱石を粉末にして小枝の先端に固めたもの。マッチのように壁に擦って火をつけ、ランプの着火などに使う。

## スタッフ
- シナリオ：淵井鏑
- 原画：たたなかな

## 関連商品
Lamento O.S.T. -The World Devoid Of Emotion-
- 2006年11月24日発売

全37曲（BGM32曲＆ボーカル5曲）収録、2枚組サウンドトラック。
楽曲担当：音楽制作集団"ZIZZ"／参加アーティスト：いとうかなこ、ワタナベカズヒロ
※「賛えし闘いの詩」は、ゲーム本編でBGMとして使用された楽曲に新たに歌詞を起こして収録したサントラでしか聴くことのできないボーカルver.。
Lamento -BEYOND THE VOID- DRAMA CD
- Vol.1 2007年12月29日発売
- Vol.2 2008年2月29日発売
- Vol.3 2009年1月23日発売

ゲームエンディング後のストーリー。Vol.1はライ、Vol.2はアサト、Vol.3はバルドが話の中心となっている。
Lamento -BEYOND THE VOID- Drama CD ラブラブラメント学園
- 2009年11月26日発売

主要キャラ総出演による学園パラレルのドラマCD。
Drama CD Lamento -BEYOND THE VOID- Rhapsody to the past
- 2009年12月30日発売

サブキャラ達のサイドストーリー2枚組。1枚目は4人の悪魔、ラゼル、カルツ、ヴェルグ、フラウドの過去話。2枚目はシュイとリークスの過去話。
ラメント（小説）
- I.はじまりの歌　2008年4月1日初版発行 ISBN 978-4044291167
- II.2つの月　　　2008年8月30日初版発行 ISBN 978-4044291174

ゲーム本編のノベライズ作品。著者は後藤リウ。出版は角川書店。
Lamento -BEYOND THE VOID- expiatio（小説）
- 2009年4月2日初版発行 ISBN 978 4757748668

ゲーム本編ライ視点のノベライズ作品。著者は金巻ともこ。出版はエンターブレイン。
Lamento-BEYOND THE VOID-（コミック）
- 1巻 2008年4月11日初版発行 ISBN 978 4757741157
- 2巻 2010年3月1日初版発行 ISBN 978 4047262188

comic B's-LOG（現在はコミックビーズログ エアレイド）にて連載された茶屋町勝呂によるコミカライズ作品。出版はエンターブレイン。
Lamento -BEYOND THE VOID-（ウェブトゥーン）
JAMTOONにて2023年9月13日から2024年5月8日まで連載されたさんばによるウェブトゥーンのコミカライズ作品。全44話。発行はファンギルド。配信元はピッコマ先行配信で、他にも遅れて電子書籍配信サイトにて配信。
Lycee（カードゲーム）
シルバーブリッツのトレーディングカードゲーム、Lyceeに参戦している。収録エキスパンションは、Nitoroplus1.0など。

## 舞台
2024年2月16日から2月25日に、ステラボールで、獣愛ブースト音楽劇『Lamento -BEYOND THE VOID-』として上演された。主演は、前嶋曜。脚本は、内田裕基。演出は、中屋敷法仁。

### キャスト
- コノエ：前嶋曜[5]
- ライ：加藤将[5]
- アサト：平賀勇成[5]
- バルド：瀬戸祐介[5]
- ラゼル：君沢ユウキ[5]
- カルツ：岡本悠紀[5]
- ヴェルグ：岩田知樹[5]
- フラウド：村松洸希[5]
- カガリ：淺場万矢[5]
- トキノ：深澤大河[5]
- フィリ：きたつとむ[5]
- キル：坂下陽春[5]
- ウル：新井雄也[5]
- 歌うたい：大崎捺希[5]
- リークス：松井勇歩[5]